# Bresser
Bresser GmbH es un fabricante con sede en Alemania de binoculares , telescopios y microscopios. Bresser GmbH fue fundada por Josef Bresser en 1957. La compañía comenzó especializándose en la importación y distribución de binoculares.
En 2005, se lanzó la línea Bresser Messier de telescopios para la apasionada de la astronomía intermedia.
En los Estados Unidos, la empresa de distribución Bresser LLC fue fundada en 2010.